# Tylomys bullaris
Tylomys bullaris är en däggdjursart som beskrevs av Clinton Hart Merriam 1901. Tylomys bullaris ingår i släktet centralamerikanska klätterråttor och familjen hamsterartade gnagare. IUCN kategoriserar arten globalt som akut hotad (CR) på grund av skogens omvandling till jordbruksmark och samhällen. Inga underarter finns listade.
Arten når en absolut längd av 32 till 50 cm, inklusive en 19 till 23 cm lång svans (längden för alla svanskotor). Den har 3,3 till 4 cm långa bakfötter, 2,6 till 3 cm långa öron och en vikt av 182 till 370 g. Tylomys bullaris har på ovansidan gråaktig päls och undersidan är vit. Dessutom har svansen ett mörkt avsnitt nära kroppen samt en vit spets. På nosen finns en vit fläck och likaså är den övre läppen vit.
Denna gnagare hittades bara på ett ställe i den mexikanska delstaten Chiapas. Området är inte större än 100 km². Sedan 1960-talet har inga nya individer påträffats. Utbredningsområdet är täckt av lövfällande tropisk skog.
Levnadssättet antas vara lika som hos andra släktmedlemmar.